# Coppa d'Asia 1960
La Coppa d'Asia 1960 fu la seconda edizione della Coppa d'Asia. La fase finale si è disputata in Corea del Sud dal 14 ottobre al 21 ottobre 1960 e fu vinta proprio dai padroni di casa, che così bissarono il successo dell'edizione precedente.

## Stadi
| Seul | Seul             |
| ---- | ---------------- |
| Seul | Hyochang Stadium |
| Seul | Capienza: 15,194 |
| Seul |                  |

## Squadre qualificate

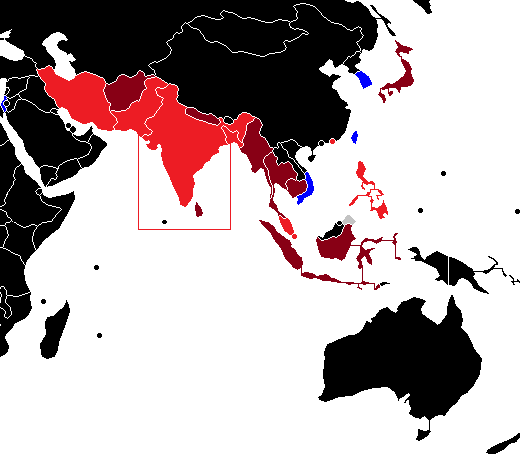
Qualificate
Non qualificate
Ritirate prima dell'inizio della competizione
Non partecipanti
Not membro dell'AFC

Qualificate
     Non qualificate
     Ritirate prima dell'inizio della competizione
     Non partecipanti
     Not membro dell'AFC
| Pr. | Squadra         | Data di qualificazione certa | Partecipante in quanto                                         | Ultima presenza |
| --- | --------------- | ---------------------------- | -------------------------------------------------------------- | --------------- |
| 1   | Corea del Sud   |                              | Rappresentativa della nazione organizzatrice della fase finale | 1 (1956)        |
| 2   | Taiwan          | 3 aprile 1959                | Vincitrice del Gruppo 3 di qualificazione                      | Esordiente      |
| 3   | Vietnam del Sud | 13 maggio 1959               | Vincitore del Gruppo 2 di qualificazione                       | 1 (1956)        |
| 4   | Israele         | 17 settembre 1959            | Vincitrice del Gruppo 1 di qualificazione                      | 1 (1956)        |

## Fase finale
| Squadra         | Pti | G | V | Pa | Pe | GF | GS | DR  |
| --------------- | --- | - | - | -- | -- | -- | -- | --- |
| Corea del Sud   | 6   | 3 | 3 | 0  | 0  | 9  | 1  | +8  |
| Israele         | 4   | 3 | 2 | 0  | 1  | 6  | 4  | +2  |
| Taiwan          | 2   | 3 | 1 | 0  | 2  | 3  | 3  | 0   |
| Vietnam del Sud | 0   | 3 | 0 | 0  | 3  | 3  | 13 | −10 |

| Seul 14 ottobre 1960, ore 15:15                                                                                                 | Corea del Sud | 5 – 1             | Vietnam del Sud | Hyochang Stadium (30,000 spett.) |
| \| \| \| \| \| Cho Yoon-ok 15’, 71’ Woo Sang-kwon 27’ Choi Chung-min 57’ Moon Jung-sik 56’ \| Marcatori \| 70’ Nguyễn Văn Tu \| |               |                   |                 |                                  |
| |               |                   |                 |                                  |
| Cho Yoon-ok 15’, 71’ Woo Sang-kwon 27’ Choi Chung-min 57’ Moon Jung-sik 56’                                                     | Marcatori     | 70’ Nguyễn Văn Tu |                 |                                  |

| Arbitro: | Yozo Yokoyama |

|                                        |           |  |
| Cho Yoon-ok 17’ (70) Woo Sang-kwon 30’ | Marcatori |  |

| Seul 17 ottobre 1960                                            | Taiwan    | 2 – 0 | Vietnam del Sud | Hyochang Stadium |
| \| \| \| \| \| Luk Man Wai 51’ Yiu Cheuk Yin \| Marcatori \| \| |           |       |                 |                  |
|                                                                 |           |       |                 |                  |
| Luk Man Wai 51’ Yiu Cheuk Yin                                   | Marcatori |       |                 |                  |

| Seul 19 ottobre 1960 | Vietnam del Sud | 1 – 5                                                            | Israele | Hyochang Stadium (15,000 spett.) |
| \| \| \| \| \| Trần Văn Nhung 68’ (rig.) \| Marcatori \| 13’ R. Levi 18’ Stelmach 25’ S. Levi 32’ Menchel 70’ Aharonskind \| |                 |                                                                  |         |                                  |
| |                 |                                                                  |         |                                  |
| Trần Văn Nhung 68’ (rig.) | Marcatori       | 13’ R. Levi 18’ Stelmach 25’ S. Levi 32’ Menchel 70’ Aharonskind |         |                                  |

| Seul 21 ottobre 1960, ore 15:00                     | Corea del Sud | 1 – 0 | Taiwan | Hyochang Stadium |
| \| \| \| \| \| Moon Jung-sik 54’ \| Marcatori \| \| |               |       |        |                  |
|                                                     |               |       |        |                  |
| Moon Jung-sik 54’                                   | Marcatori     |       |        |                  |

| Arbitro: | Yozo Yokoyama |

|             |           |  |
| S. Levi 72’ | Marcatori |  |

| Vincitore Coppa d'Asia 1960  |
| ---------------------------- |
| Corea del Sud Secondo titolo |

## Classifica marcatori
4 reti
- Cho Yoon-ok

2 reti
- Shlomo Levi

- Moon Jung-sik

- Woo Sang-kwon

1 reti
- Amnon Aharonskind
- Rafi Levi
- Avraham Menchel

- Nahum Stelmach
- Luk Man Wai
- Yiu Cheuk Yin

- Choi Chung-min
- Nguyễn Văn Tú
- Trần Văn Nhung